# Harvest Queen
Le Harvest Queen est un trois-mâts américain de la Black Ball Line mis en service en 1854, qui gagne une certaine réputation dans le transport de migrants, en plus de vingt années de service.
Dans la nuit du 31 décembre 1875, alors que le navire se trouve à Queenstown lors d'un voyage entre San Francisco et Liverpool, il est heurté par le paquebot Adriatic de la White Star Line et coule instantanément sans que son équipage ne puisse être sauvé. La collision est tellement brusque que l'équipage du paquebot n'est pas en mesure de savoir quel navire a été coulé.
Une plainte est déposée par la Black Ball Line. L'enquête qui s'ensuit conclut finalement à une faute de l'équipage du Harvest Queen, qui n'avait pas allumé ses feux.